# Steller Heide
Das Landschaftsschutzgebiet Steller Heide liegt auf dem Gebiet der Gemeinde Stuhr im niedersächsischen Landkreis Diepholz.
Das etwa 78 ha große Gebiet wurde im Jahr 2017 unter der Nr. LSG DH 00082 unter Schutz gestellt und dient dem Schutz des FFH-Gebietes Nr. 252 „Steller Heide“. Es erstreckt sich im nördlichen Teil des Stuhrer Ortsteiles Groß Mackenstedt direkt an der Grenze zum Stadtgebiet von Delmenhorst. Unweit nordöstlich des Gebietes verläuft die A 28 und südlich die A 1. Südöstlich liegen der Steller See und das Autobahndreieck Stuhr.

## Bedeutung
Die Unterschutzstellung dient insbesondere der Erhaltung, Entwicklung oder Wiederherstellung vorhandener Sandheiden und Magerrasen auf Binnendünen, alter bodensaurer Eichenwälder sowie dystropher Stillgewässer als Lebensraum unter anderem für den Kammmolch (Triturus cristatus) und von Libellenarten wie der Großen Moosjungfer (Leucorrhinia pectoralis).